# Iran op de Olympische Zomerspelen 1992
Iran nam deel aan de Olympische Zomerspelen 1992 in Barcelona, Spanje. In vergelijking met de vorige deelname werden er twee bronzen medailles meer gewonnen. 

## Medailleoverzicht
| Sport     | Olympiër           | Onderdeel             | Medaille |
| --------- | ------------------ | --------------------- | -------- |
| Worstelen | Askari Mohammadian | -62kg vrije stijl (m) | Zilver   |
| Worstelen | Amir Reza Khadem   | -74kg vrije stijl (m) | Brons    |
| Worstelen | Rasoul Khadem      | -82kg vrije stijl (m) | Brons    |

## Deelnemers en resultaten
(m) = mannen, (v) = vrouwen 

### Atletiek
| Olympiër      | Discipline             | Resultaat | Prestatie                             |
| ------------- | ---------------------- | --------- | ------------------------------------- |
| Hamid Sajjadi | 5000m (m)              | 38e       | serie 2: 8ste in 14.04,54             |
| Hamid Sajjadi | 3000m steeplechase (m) | 25e       | serie 3: 9de in 8.36,97               |
| Hamid Sajjadi | hoogspringen (m)       | 33e       | kwalificatie groep A: 20ste met 2,10m |

### Boksen
| Olympiër             | Discipline  | Resultaat | Prestatie                                                                       |
| -------------------- | ----------- | --------- | ------------------------------------------------------------------------------- |
| Anoushiravan Nourian | -63,5kg (m) | 17e       | 1ste ronde: V van ITA Piccirillo: 5-23                                          |
| Yousef Khateri       | -67kg (m)   | 17e       | 1ste ronde: V van THA Khateri: 7-13                                             |
| Siamak Varzideh      | -75kg (m)   | 17e       | 1ste ronde: V van TAN Isangula: scheidsrechterlijke beslissing                  |
| Ali Asghar Kazemi    | -81kg (m)   | 17e       | 1ste ronde: V van PAK Changezi: walk-over                                       |
| Morteza Shiri        | -91kg (m)   | 17e       | 1ste ronde: vrij 2de ronde: V van NGR Izonritei: scheidsrechterlijke beslissing |
| Iraj Kiarostami      | +91kg (m)   | 17e       | 1ste ronde: V van NED Nijman: 5-9                                               |

### Gewichtheffen
| Olympiër         | Discipline  | Resultaat | Prestatie                                                         |
| ---------------- | ----------- | --------- | ----------------------------------------------------------------- |
| Ebrahim Alidokht | -67,5kg (m) | DNF       | trekken: geen geldige poging                                      |
| Abbas Talebi     | -75kg (m)   | 20e       | trekken: 12de met 147,5kg stoten: 23ste met 172,5kg totaal: 320kg |
| Ali Reza Azari   | -82,5kg (m) | 23e       | trekken: 23ste met 140kg stoten: 23ste met 175kg totaal: 315kg    |
| Abdollah Fatemi  | -100kg (m)  | 17e       | trekken: 19de met 150kg stoten: 16de met 190kg totaal: 340kg      |
| Mozaffar Ajali   | -110kg (m)  | 19e       | trekken: 21ste met 155kg stoten: 17de met 190kg totaal: 345kg     |

### Tafeltennis
| Olympiër      | Discipline    | Resultaat | Prestatie                                                                      |
| ------------- | ------------- | --------- | ------------------------------------------------------------------------------ |
| Kazem Panjavi | enkelspel (m) | 49e       | groep F: 4de V van BRA Hoyama: 0-2 V van EUN Mazunov: 0-2 V van BEL Saive: 0-2 |

### Wielersport
| Olympiër                                                              | Discipline                    | Resultaat | Prestatie                       |
| Baan                                                                  | Baan                          | Baan      | Baan                            |
| --------------------------------------------------------------------- | ----------------------------- | --------- | ------------------------------- |
| Mohammad Reza Banna                                                   | tijdrit (m)                   | 28e       | 1.11,036                        |
| Mehrdad Afsharian                                                     | individuele achtervolging (m) | 25e       | kwalificatie: 25ste in 5.08,184 |
| Majid Nasseri                                                         | puntenkoers (m)               | DNF       | serie 2: niet gefinisht         |
| Nima Ebrahimnejad Mehrdad Afsharian Mohammad Reza Banna Majid Nasseri | ploegenachtervolging (m)      | 19e       | kwalificatie: 19de in 4.45,745  |
| Weg                                                                   |                               |           |                                 |
| Hossein Eslami                                                        | wegwedstrijd (m)              | DNF       | niet gefinisht                  |
| Khosro Ghamari                                                        | wegwedstrijd (m)              | DNF       | niet gefinisht                  |
| Hossein Mahmoudi                                                      | wegwedstrijd (m)              | DNF       | niet gefinisht                  |
| Nima Ebrahimnejad Hossein Eslami Khosro Ghamari Hossein Mahmoudi      | ploegentijdrit (m)            | 21e       | 2:24.44                         |

### Worstelen
| Olympiër            | Discipline  | Resultaat   | Prestatie |
| Vrije stijl         | Vrije stijl | Vrije stijl | Vrije stijl |
| ------------------- | ----------- | ----------- | --- |
| Nader Rahmati       | -48kg (m)   | 11e         | groep A: 6de V van CHN Chen: 3-6 W van GUM Pangelinan: 11-0 V van USA: 7-9                                                                                               |
| Majid Torkan        | -52kg (m)   | 7e          | groep A: 4de W van NZL Stannett: 12-0 W van IND Kumar: 16-1 V van BUL Yordanov: 2-3 V van PRK Ri: 0-4 7-8ste plek: W van CAN Woodcroft: 2-1                              |
| Oveis Mallah        | -57kg (m)   | 9e          | groep B: 5de W van IND Garg: 6-2 V van CAN Dawson: 1-5 V van USA Cross: 3-5 9-10de plek: W van MGL Tsogtbayar: walk-over                                                 |
| Askari Mohammadian  | -62kg (m)   | Zilver      | groep B: 1ste W van SUI Müller: 5-1 W van GRE Moustopoulos: 4-0 W van LAT Žukovs: 11-0 W van BUL Vasilev: 4-2 W van AUS Ilhan: 6-0 finale: V van USA Smith: 0-6          |
| Ali Akbarnejad      | -68kg (m)   | 4e          | groep B: 2de V van BUL Getsov: 2-3 W van AUS Brown: 4-0 W van GRE Athanasiadis: 5-1 W van FRA Sartoro: 3-0 W van CAN Wilson: 1-0 bronzen finale: V van JPN Akaishi: 0-4  |
| Amir Reza Khadem    | -74kg (m)   | Brons       | groep A: 2de W van RSA Labuschangne: 10-0 W van GRE Vasiliadis: 4-2 W van CAN Holmes: 3-0 V van KOR Park: 1-2 bronzen finale: W van EUN Gadzhiev: 1-0                    |
| Rasoul Khadem       | -82kg (m)   | Brons       | groep A: 2de W van POL Kostecki: 9-0 W van CAN Hohl: 5-2 W van FIN Rauhala: 8-0 W van TUR Öztürk: 3-0 V van USA Jackson: 1-3 bronzen finale: W van GER Gstöttner: 6-0    |
| Ayoub Baninosrat    | -82kg (m)   | 5e          | groep B: 3de V van MGL Sükhbat: 0-1 W van GRE Deskoulidis: 4-0 W van HUN Tóth: 4-0 V van TUR Şimşek: 0-4 5-6de plek: W van CUB Limonta: 3-1                              |
| Kazem Gholami       | -100kg (m)  | 9e          | groep A: 5de V van GER Balz: 0-1 W van CAN Carrow: 2-0 V van IND Verma: 2-3 W van EST Aavik: walk-over 9-10de plek: W van BUL Makaveev: 2-0                              |
| Alireza Soleimani   | -130kg (m)  | 6e          | groep A: 3de W van JPN Honda: 3-0 W van KOR Park: 5-0 W van PUR Figueroa: 3-0 V van TUR Demir: 1-2 G van CAN Thue: 0-0 5-6de plek: V van GER Schröder: walk-over         |
|                     |             |             | |
| Reza Simkhah        | -48kg (m)   | 6e          | groep B: 3de W van BUL Pelikyan: 7-5 W van HUN Farago: 12-1 W van IND Yadav: 11-1 W van GER Yildiz: 3-0 5-6de plek: V van ROU Dăscălescu: walk-over                      |
| Majid Jahandideh    | -52kg (m)   | 15e         | groep A: 8ste V van KOR Min: 2-11 V van FIN Kamesaki: 0-6 |
| Ahad Pazaj          | -62kg (m)   | 21e         | groep A: 11de W van IND Patil: 14-3 |
| Abdollah Chamangoli | -68kg (m)   | 6e          | groep A: 3de W van ALG Djedaa: 6-0 W van EST Nikitin: 7-5 V van KOR Kim: 1-5 W van GER Passarelli: 1-0 V van EUN Dugushiev: 2-10 5-6de plek: V van FRA Yalouz: walk-over |
| Ahad Javansalehi    | -74kg (m)   | 19e         | groep A: 10de V van TCH Zeman: 0-4 V van TUR Balci: 0-2 |
| Hassan Babak        | -90kg (m)   | 6e          | groep B: 3de W van KOR Eom: 2-0 W van EGY Hussein: 2-1 W van CUB Peña: 2-0 V van GER Bullmann: 1-3 V van SWE Ljungberg: 0-2 5-6de plek: W van USA Foy: 17-1              |

Albanië · Algerije · Amerikaanse Maagdeneilanden · Amerikaans-Samoa · Andorra · Angola · Antigua en Barbuda · Argentinië · Aruba · Australië · Bahama's · Bahrein · Bangladesh · Barbados · België · Belize · Benin · Bermuda · Bhutan · Bolivia · Bosnië en Herzegovina · Botswana · Brazilië · Britse Maagdeneilanden · Bulgarije · Burkina Faso · Canada · Centraal-Afrikaanse Republiek · Chili · China · Chinees Taipei · Colombia · Congo-Brazzaville · Cookeilanden · Costa Rica · Cuba · Cyprus · Denemarken · Djibouti · Dominicaanse Republiek · Duitsland · Ecuador · Egypte · El Salvador · Equatoriaal-Guinea · Estland · Ethiopië · Fiji · Filipijnen · Finland · Frankrijk · Gabon · Gambia · Gezamenlijk team · Ghana · Grenada · Griekenland · Groot-Brittannië · Guam · Guatemala · Guinee · Guyana · Haïti · Honduras · Hongarije · Hongkong · Ierland · IJsland · India · Indonesië · Irak · Iran · Israël · Italië · Ivoorkust · Jamaica · Japan · Jemen · Jordanië · Kaaimaneilanden · Kameroen · Kenia · Koeweit · Kroatië · Laos · Lesotho · Letland · Libanon · Libië · Liechtenstein · Litouwen · Luxemburg · Madagaskar · Malawi · Malediven · Maleisië · Mali · Malta · Marokko · Mauritanië · Mauritius · Mexico · Monaco · Mongolië · Mozambique · Myanmar · Namibië · Nederland · Nederlandse Antillen · Nepal · Nicaragua · Nieuw-Zeeland · Niger · Nigeria · Noord-Korea · Noorwegen · Oeganda · Oman · Oostenrijk · Pakistan · Panama · Papoea-Nieuw-Guinea · Paraguay · Peru · Polen · Portugal · Puerto Rico · Qatar · Roemenië · Rwanda · Saint Vincent‑Grenadines · Salomonseilanden · Samoa · San Marino · Saoedi-Arabië · Senegal · Seychellen · Sierra Leone · Singapore · Slovenië · Soedan · Spanje · Sri Lanka · Suriname · Swaziland · Syrië · Tanzania · Thailand · Togo · Tonga · Trinidad en Tobago · Tsjaad · Tsjecho-Slowakije · Tunesië · Turkije · Uruguay · Vanuatu · Venezuela · Verenigde Arabische Emiraten · Verenigde Staten · Vietnam · Zaïre · Zambia · Zimbabwe · Zuid-Afrika · Zuid-Korea · Zweden · Zwitserland · Onafhankelijke olympische deelnemers